# Gregory van der Wiel
Gregory Kurtley van der Wiel (Amsterdam, 3 februari 1988) is een voormalig Nederlands profvoetballer die bij voorkeur als rechtsback speelde. Hij kwam in zijn carrière uit voor Ajax, Paris Saint-Germain, Fenerbahçe SK, Cagliari Calcio, Toronto FC en was van 2009 tot 2015 international van het Nederlands voetbalelftal, waarvoor hij 46 interlands speelde, waaronder de WK finale tegen Spanje.

## Clubcarrière

### Ajax
Van der Wiel is een zoon van een Curaçaose vader en een Nederlandse moeder. Hij begon met voetballen bij DCG. Daar werd hij op zevenjarige leeftijd gescout door Ajax. Van der Wiel doorliep een deel van de jeugdopleiding bij Ajax. In juni 2002 vertrok hij naar Haarlem, waarmee de Amsterdamse club een samenwerkingsverband had. De Amsterdammers stuurden hem wegens een slechte mentaliteit weg. Van der Wiel revancheerde zich en keerde in 2005 terug op het oude nest en sloot zich aan bij de Ajax A1.
Bij Ajax stroomde hij door naar Jong Ajax. Hier werd hij aanvoerder en al snel werd hij bij het eerste elftal gehaald.
Op 11 maart 2007 in een uitwedstrijd tegen FC Twente maakte hij daar zijn debuut. Hij verving de geblesseerde aanvoerder Jaap Stam. Dit was al bijna aan het einde van dat lopende seizoen, Van der Wiel kwam in dat seizoen tot vier wedstrijden, waarin hij geen doelpunt maakte.
Gedurende het seizoen 2007/2008 maakte Van der Wiel zo nu en dan minuten door in te vallen. Hij speelde zes wedstrijden en wist wederom geen doelpunt te maken. Wel werd zijn talent steeds meer erkend. Het daaropvolgende seizoen werd Van der Wiel een basisspeler. Pas in 2009 maakte hij zijn eerste doelpunt, tegen FC Utrecht. Met zijn wedstrijden in de hoofdmacht liet hij een dusdanige indruk achter dat Ajax zijn contract tot medio 2013 verlengde. In dat seizoen scoorde Van der Wiel twee keer in 32 wedstrijden.
Ook aan het begin van het seizoen 2009/10 was hij een vaste waarde in het eerste elftal. Van der Wiel was in het seizoen 2009-2010 de enige veldspeler in de Eredivisie die geen enkele minuut miste. Ook de doelpunten die hij tot dan toe maakte vormden een opmerkelijke statistiek. Met zes treffers stond hij op gelijke hoogte met FC Groningen-verdediger Andreas Granqvist. Hij scoorde zes keer in 34 wedstrijden. Aan het eind van dat seizoen werd hij verkozen tot 'Talent van het Jaar'.
Nu hij basisklant van Ajax en het Nederlands elftal was, bereikte Ajax overeenstemming met FC Bayern München over een transfer. Uiteindelijk zagen de Duitsers hier toch van af. Van der Wiel bleef dus bij Ajax.
Ook in het seizoen 2010/2011 was Van der Wiel een vaste waarde. De rechtsback beleefde vlak na het WK een wat mindere periode. Hij werd met Ajax kampioen. Het seizoen daarna werd gekenmerkt door blessureleed. Zijn contract bij Ajax liep in medio 2013 af, vandaar dat de Amsterdamse club hem in de etalage zette.

### Paris Saint-Germain
Op 1 september 2012 werd bekend dat Van der Wiel Ajax verruilde voor Paris Saint-Germain. Hier zou hij gaan spelen met rugnummer 23. Van der Wiel maakte voor Paris Saint-Germain op 22 september 2012 zijn debuut in de uitwedstrijd tegen SC Bastia (0-4). Hij speelde de gehele wedstrijd rechts achterin.
In de meeste wedstrijden moet Van der Wiel aanvoerder Christophe Jallet, die ook een rechtsback is, voor zich dulden. Op 3 oktober 2012 maakte van der Wiel zijn Europese debuut voor Paris Saint-Germain in de UEFA Champions League wedstrijd uit bij FC Porto. De wedstrijd werd met 1-0 verloren en Van der Wiel werd in de 66e minuut vervangen door Jallet. Op 1 februari 2013 maakte Van der Wiel zijn eerste doelpunt voor Paris Saint-Germain. Hij scoorde de 0-4 in de uitwedstrijd tegen Toulouse FC, tevens de eindstand.
Met Paris Saint-Germain bereikt hij de kwartfinale van de UEFA Champions League 2012/13 hierin werden de Fransen uitgeschakeld door FC Barcelona. In de tweede wedstrijd in Camp Nou mocht van der Wiel in de 88e minuut invallen, de wedstrijd eindigde in 1-1. De eerste wedstrijd kwam hij niet in actie. In totaal speelde Van der Wiel vijf wedstrijden voor PSG in de UEFA Champions League 2012/13.
Op 12 mei 2013 werd Paris Saint-Germain kampioen van Frankrijk. Uit bij Olympique Lyonnais werd met een 1-0-overwinning de derde titel in de historie van de club veilig gesteld. Van der Wiel bleef de gehele wedstrijd op de bank zitten.
In zijn tweede seizoen bij PSG ging het veel beter. Van der Wiel veroverde een basisplaats en werd opgenomen in het sterrenteam van 2013 van L'equipe. Ook door de lezers van de krant werd hij in het sterrenelftal verkozen. Op 19 januari 2014 speelde Van der Wiel zijn 50ste officiële wedstrijd voor Paris Saint-Germain in de competitiewedstrijd die thuis werd gewonnen met 5-0 van FC Nantes.
Tijdens het seizoen 2015/16 was Van der Wiel allesbehalve zeker van een basisplaats. In de Ligue 1 kwam hij tot zeventien wedstrijden. Op 14 mei 2016 werd bekend dat Van der Wiel geen nieuw contract kreeg en daarmee transfervrij op zoek kon gaan naar een nieuwe club.

### Fenerbahçe SK
Van der Wiel tekende in juli 2016 een contract tot medio 2020 bij Fenerbahçe SK, de nummer twee van Turkije in het voorgaande seizoen. Van der Wiel maakte zijn officiële debuut voor Fenerbahçe op 27 juli 2016 in de derde voorronde van de Champions League. Op die dag speelde Fenerbahçe een thuiswedstrijd tegen AS Monaco die het met 2-1 wist te winnen. Van der Wiel gaf de assist op de 2-1 van Emmanuel Emenike. In de blessuretijd werd hij nog vervangen door Miroslav Stoch.

### Cagliari
Van der Wiel tekende in augustus 2017 een contract tot 2020 bij Cagliari, de nummer elf van de Serie A in het voorgaande seizoen.

### Toronto FC
Van der Wiel tekende op 1 februari 2018 een contract bij Toronto FC. Met deze ploeg bereikte van der Wiel in 2018 de finale van de CONCACAF Champions League. Uiteindelijk werd er na strafschoppen verloren van Chivas Guadalajara. In januari 2019 vertrok Van der Wiel bij Toronto na een conflict met de trainer. Hij verhuisde naar Los Angeles en probeerde daar een contract bij een van de clubs daar af te dwingen. In augustus 2019 maakte Van der Wiel bekend op 31-jarige leeftijd te stoppen als profvoetballer. De voormalig rechtsachter van Ajax wil zich gaan richten op zijn carrière als zakenman en entrepreneur.

### RKC Waalwijk
In augustus 2020 keerde Van der Wiel verrassend terug in het betaalde voetbal door zich aan te sluiten bij de selectie van RKC Waalwijk. Hij vertelde er openhartig over de angstklachten die hij sinds het onverwachte einde van zijn carrière en het wegvallen van structuur en doel kreeg. In oktober 2021 maakte hij bekend dat zijn profcarrière definitief beëindigd is.

## Clubstatistieken

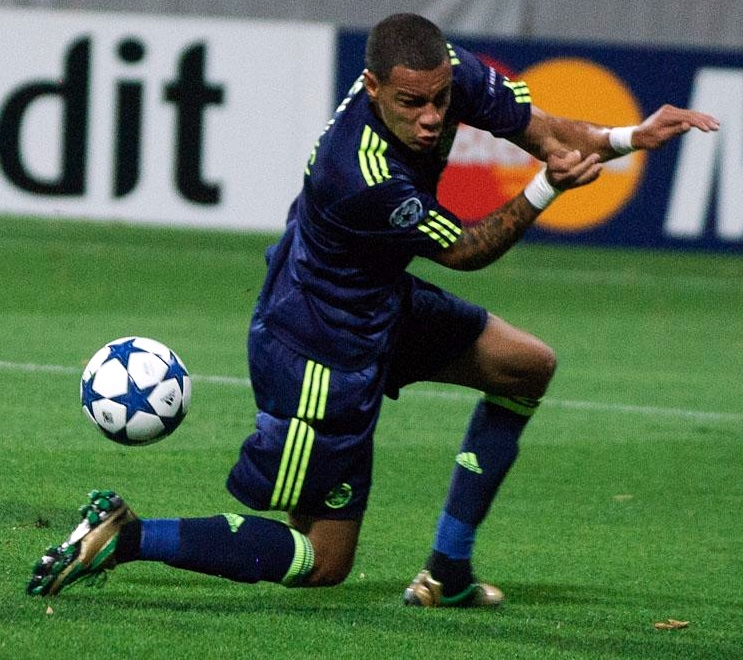
Van der Wiel namens AFC Ajax

## Clubstatistieken[13]
| Seizoen         | Club                | Competitie      | Competitie | Competitie | Beker | Beker | Internationaal | Internationaal | Overig | Overig | Totaal | Totaal |
| Seizoen         | Club                | Competitie      | Wed.       | Dlp.       | Wed.  | Dlp.  | Wed.           | Dlp.           | Wed.   | Dlp.   | Wed.   | Dlp.   |
| --------------- | ------------------- | --------------- | ---------- | ---------- | ----- | ----- | -------------- | -------------- | ------ | ------ | ------ | ------ |
| 2006/07         | Ajax                | Eredivisie      | 4          | 0          | —     | —     | —              | —              | 1      | 0      | 5      | 0      |
| 2007/08         | Ajax                | Eredivisie      | 6          | 0          | 2     | 0     | 2              | 0              | 1      | 0      | 11     | 0      |
| 2008/09         | Ajax                | Eredivisie      | 32         | 2          | 2     | 0     | 9              | 0              | —      | —      | 43     | 2      |
| 2009/10         | Ajax                | Eredivisie      | 34         | 6          | 6     | 0     | 10             | 0              | —      | —      | 50     | 6      |
| 2010/11         | Ajax                | Eredivisie      | 32         | 1          | 5     | 0     | 14             | 0              | 1      | 0      | 52     | 1      |
| 2011/12         | Ajax                | Eredivisie      | 19         | 2          | 1     | 0     | 6              | 1              | 1      | 0      | 27     | 3      |
| 2012/13         | Ajax                | Eredivisie      | 3          | 1          | —     | —     | —              | —              | —      | —      | 3      | 1      |
| 2012/13         | Paris Saint-Germain | Ligue 1         | 22         | 1          | 2     | 0     | 5              | 0              | —      | —      | 29     | 1      |
| 2013/14         | Paris Saint-Germain | Ligue 1         | 25         | 0          | 4     | 0     | 6              | 0              | —      | —      | 35     | 0      |
| 2014/15         | Paris Saint-Germain | Ligue 1         | 25         | 1          | 5     | 0     | 10             | 0              | 1      | 0      | 41     | 1      |
| 2015/16         | Paris Saint-Germain | Ligue 1         | 17         | 2          | 4     | 0     | 6              | 0              | —      | —      | 27     | 2      |
| 2016/17         | Fenerbahçe          | Süper Lig       | 11         | 0          | 1     | 0     | 5              | 0              | —      | —      | 17     | 0      |
| 2017/18         | Cagliari            | Serie A         | 5          | 0          | 1     | 0     | —              | —              | —      | —      | 6      | 0      |
| 2018            | Toronto FC          | MLS             | 27         | 0          | —     | —     | 6              | 0              | 1      | 0      | 34     | 0      |
| Carrière totaal | Carrière totaal     | Carrière totaal | 262        | 16         | 33    | 0     | 79             | 1              | 6      | 0      | 380    | 17     |

## Interlandcarrière

### Jeugdelftallen
Als jeugdinternational was Van der Wiel actief voor Nederland onder 19, 20 en 21 jaar.
| Jeugdinterlands van Gregory van der Wiel | Jeugdinterlands van Gregory van der Wiel | Jeugdinterlands van Gregory van der Wiel | Jeugdinterlands van Gregory van der Wiel | Jeugdinterlands van Gregory van der Wiel | Jeugdinterlands van Gregory van der Wiel |
| Team (№ interlands)                      | Datum                                    | Wedstrijd                                | Uitslag                                  | Soort Wedstrijd                          | Doelpunten                               |
| Als speler bij Ajax                      | Als speler bij Ajax                      | Als speler bij Ajax                      | Als speler bij Ajax                      | Als speler bij Ajax                      | Als speler bij Ajax                      |
| ---------------------------------------- | ---------------------------------------- | ---------------------------------------- | ---------------------------------------- | ---------------------------------------- | ---------------------------------------- |
| Onder 19 (1.)                            | 23 maart 2007                            | Nederland – Schotland                    | 1 – 1                                    | Vriendschappelijk                        |                                          |
| Onder 19 (2.)                            | 28 maart 2007                            | Turkije – Nederland                      | 1 – 0                                    | Vriendschappelijk                        |                                          |
| Onder 19 (3.)                            | 15 mei 2007                              | Tsjechië – Nederland                     | 0 – 2                                    | Kwalificatie EK 2007                     |                                          |
| Onder 20 (1.)                            | 1 juni 2007                              | Ghana – Nederland                        | 1 – 1                                    | Festival des Espoirs 2007                |                                          |
| Onder 20 (2.)                            | 3 juni 2007                              | China – Nederland                        | 2 – 1                                    | Festival des Espoirs 2007                |                                          |
| Onder 20 (3.)                            | 5 juni 2007                              | Nederland – Portugal                     | 0 – 0                                    | Festival des Espoirs 2007                |                                          |
| Onder 21 (1.)                            | 22 augustus 2007                         | Macedonië – Nederland                    | 0 – 1                                    | Kwalificatie EK 2009                     |                                          |
| Onder 21 (2.)                            | 7 september 2007                         | Noorwegen – Nederland                    | 0 – 1                                    | Kwalificatie EK 2009                     |                                          |
| Onder 21 (3.)                            | 5 september 2008                         | Nederland – Noorwegen                    | 1 – 1                                    | Kwalificatie EK 2009                     |                                          |
| Onder 21 (4.)                            | 9 september 2008                         | Zwitserland – Nederland                  | 1 – 0                                    | Kwalificatie EK 2009                     |                                          |

### Nederlands elftal
Van der Wiel maakte onder bondscoach Bert van Marwijk op 11 februari 2009 zijn interlanddebuut, toen hij in de 84e minuut inviel tegen Tunesië als vervanger van John Heitinga. Op 28 maart 2009 maakte hij zijn debuut in de basis van het Nederlands elftal in een met 3-0 gewonnen wedstrijd tegen Schotland. Hij speelde de gehele wedstrijd.
Van der Wiel groeide uit tot vaste rechtsback in het Nederlands elftal. Hij speelde onder meer mee op het WK 2010 in Zuid-Afrika, waar hij op 22-jarige leeftijd de finale speelde en het EK 2012 in Polen en Oekraïne.
Op 25 september 2013 werd Van der Wiel voor de eerste keer na het EK 2012 en sinds zijn vertrek naar Paris Saint-Germain door de nieuwe bondscoach Louis van Gaal opgenomen in een (voor)selectie van het Nederlands elftal. Op 4 oktober 2013 maakte van Gaal bekend dat Van der Wiel ook deel uitmaakte van de definitieve selectie. Door een blessure moest hij afhaken. Daarna werd Van der Wiel opnieuw opgeroepen door Van Gaal voor de interlands tegen Japan en Colombia op 15 en 19 november 2013. Op 19 november 2013, ruim een jaar na zijn laatste interland, speelde Van der Wiel zijn eerste interlandwedstrijd onder Van Gaal. In de wedstrijd thuis tegen Colombia, die in 0-0 eindigde, speelde hij de hele wedstrijd.
Op 13 mei 2014 maakte Van Gaal bekend dat hij Van der Wiel niet mee zou nemen naar het wereldkampioenschap voetbal 2014 in Brazilië. Dit had te maken met een kniepeesblessure waarmee Van der Wiel kampte.
| Interlands van Gregory van der Wiel voor Nederland | Interlands van Gregory van der Wiel voor Nederland | Interlands van Gregory van der Wiel voor Nederland | Interlands van Gregory van der Wiel voor Nederland | Interlands van Gregory van der Wiel voor Nederland | Interlands van Gregory van der Wiel voor Nederland |
| №                                                  | Datum                                              | Wedstrijd                                          | Uitslag                                            | Competitie                                         | Goals                                              |
| Als speler bij Ajax                                | Als speler bij Ajax                                | Als speler bij Ajax                                | Als speler bij Ajax                                | Als speler bij Ajax                                | Als speler bij Ajax                                |
| -------------------------------------------------- | -------------------------------------------------- | -------------------------------------------------- | -------------------------------------------------- | -------------------------------------------------- | -------------------------------------------------- |
| 1.                                                 | 11 februari 2009                                   | Tunesië – Nederland                                | 1 – 1                                              | Vriendschappelijk                                  |                                                    |
| 2.                                                 | 28 maart 2009                                      | Nederland - Schotland                              | 3 – 0                                              | WK-kwalificatie '10                                |                                                    |
| 3.                                                 | 1 april 2009                                       | Nederland - Macedonië                              | 4 – 0                                              | WK-kwalificatie '10                                |                                                    |
| 4.                                                 | 5 september 2009                                   | Nederland - Japan                                  | 3 – 0                                              | Vriendschappelijk                                  |                                                    |
| 5.                                                 | 9 september 2009                                   | Schotland - Nederland                              | 0 – 1                                              | WK-kwalificatie '10                                |                                                    |
| 6.                                                 | 14 november 2009                                   | Italië - Nederland                                 | 0 – 0                                              | Vriendschappelijk                                  |                                                    |
| 7.                                                 | 18 november 2009                                   | Nederland - Paraguay                               | 0 – 0                                              | Vriendschappelijk                                  |                                                    |
| 8.                                                 | 3 maart 2009                                       | Nederland - Verenigde Staten                       | 2 – 1                                              | Vriendschappelijk                                  |                                                    |
| 9.                                                 | 1 juni 2010                                        | Nederland - Ghana                                  | 4 – 1                                              | Vriendschappelijk                                  |                                                    |
| 10.                                                | 5 juni 2010                                        | Nederland - Hongarije                              | 6 – 1                                              | Vriendschappelijk                                  |                                                    |
| 11.                                                | 14 juni 2010                                       | Nederland - Denemarken                             | 2 – 0                                              | WK Eindronde '10                                   |                                                    |
| 12.                                                | 19 juni 2010                                       | Nederland - Japan                                  | 1 – 0                                              | WK Eindronde '10                                   |                                                    |
| 13.                                                | 28 juni 2010                                       | Nederland - Slowakije                              | 2 – 1                                              | WK Eindronde '10                                   |                                                    |
| 14.                                                | 2 juli 2010                                        | Nederland - Brazilië                               | 2 – 1                                              | WK Eindronde '10                                   |                                                    |
| 15.                                                | 11 juli 2010                                       | Nederland - Spanje                                 | 0 – 1                                              | WK-Finale                                          |                                                    |
| 16.                                                | 3 september 2010                                   | San Marino - Nederland                             | 0 – 5                                              | EK-kwalificatie '12                                |                                                    |
| 17.                                                | 7 september 2010                                   | Nederland - Finland                                | 2 – 1                                              | EK-kwalificatie '12                                |                                                    |
| 18.                                                | 8 oktober 2010                                     | Moldavië - Nederland                               | 0 – 1                                              | EK-kwalificatie '12                                |                                                    |
| 19.                                                | 12 oktober 2010                                    | Nederland - Zweden                                 | 4 – 1                                              | EK-kwalificatie '12                                |                                                    |
| 20.                                                | 17 november 2010                                   | Nederland - Turkije                                | 1 – 0                                              | Vriendschappelijk                                  |                                                    |
| 21.                                                | 9 februari 2011                                    | Nederland - Oostenrijk                             | 3 – 1                                              | Vriendschappelijk                                  |                                                    |
| 22.                                                | 25 maart 2011                                      | Hongarije - Nederland                              | 0 – 4                                              | EK-kwalificatie '12                                |                                                    |
| 23.                                                | 29 maart 2011                                      | Nederland - Hongarije                              | 5 – 3                                              | EK-kwalificatie '12                                |                                                    |
| 24.                                                | 4 juni 2011                                        | Brazilië - Nederland                               | 0 – 0                                              | Vriendschappelijk                                  |                                                    |
| 25.                                                | 2 september 2011                                   | Nederland - San Marino                             | 11 – 0                                             | EK-kwalificatie '12                                |                                                    |
| 26.                                                | 6 september 2011                                   | Finland - Nederland                                | 0 – 2                                              | EK-kwalificatie '12                                |                                                    |
| 27.                                                | 7 oktober 2011                                     | Nederland - Moldavië                               | 1 – 0                                              | EK-kwalificatie '12                                |                                                    |
| 28.                                                | 11 oktober 2011                                    | Zweden - Nederland                                 | 3 – 2                                              | EK-kwalificatie '12                                |                                                    |
| 29.                                                | 15 november 2011                                   | Duitsland - Nederland                              | 3 – 0                                              | Vriendschappelijk                                  |                                                    |
| 30.                                                | 26 mei 2012                                        | Nederland - Bulgarije                              | 1 – 2                                              | Vriendschappelijk                                  |                                                    |
| 31.                                                | 30 mei 2012                                        | Nederland - Slowakije                              | 2 – 0                                              | Vriendschappelijk                                  |                                                    |
| 32.                                                | 2 juni 2012                                        | Nederland - Noord-Ierland                          | 6 – 0                                              | Vriendschappelijk                                  |                                                    |
| 33.                                                | 9 juni 2012                                        | Nederland - Denemarken                             | 0 – 1                                              | EK Eindronde '12                                   |                                                    |
| 34.                                                | 13 juni 2012                                       | Nederland - Duitsland                              | 1 – 2                                              | EK Eindronde '12                                   |                                                    |
| 35.                                                | 17 juni 2012                                       | Portugal - Nederland                               | 2 – 1                                              | EK Eindronde '12                                   |                                                    |
| Als speler bij Paris Saint-Germain                 |                                                    |                                                    |                                                    |                                                    |                                                    |
| 36.                                                | 19 november 2013                                   | Nederland - Colombia                               | 0 – 0                                              | Vriendschappelijk                                  |                                                    |
| 37.                                                | 5 maart 2014                                       | Frankrijk - Nederland                              | 2 – 0                                              | Vriendschappelijk                                  |                                                    |
| 38.                                                | 4 september 2014                                   | Italië - Nederland                                 | 2 – 0                                              | Vriendschappelijk                                  |                                                    |
| 39.                                                | 10 oktober 2014                                    | Nederland - Kazachstan                             | 3 – 1                                              | Kwalificatie EK 2016                               |                                                    |
| 40.                                                | 13 oktober 2014                                    | IJsland - Nederland                                | 2 – 0                                              | Kwalificatie EK 2016                               |                                                    |
| 41.                                                | 16 november 2014                                   | Nederland - Letland                                | 6 – 0                                              | Kwalificatie EK 2016                               |                                                    |
| 42.                                                | 28 maart 2015                                      | Nederland - Turkije                                | 1 – 1                                              | Kwalificatie EK 2016                               |                                                    |
| 43.                                                | 5 juni 2015                                        | Nederland - Verenigde Staten                       | 3 – 4                                              | Vriendschappelijk                                  |                                                    |
| 44.                                                | 12 juni 2015                                       | Letland - Nederland                                | 0 – 2                                              | Kwalificatie EK 2016                               |                                                    |
| 45.                                                | 3 september 2015                                   | Nederland - IJsland                                | 0 – 1                                              | Kwalificatie EK 2016                               |                                                    |
| 46.                                                | 6 september 2015                                   | Turkije - Nederland                                | 3 – 0                                              | Kwalificatie EK 2016                               |                                                    |

Bijgewerkt t/m 6 september 2015

## Erelijst

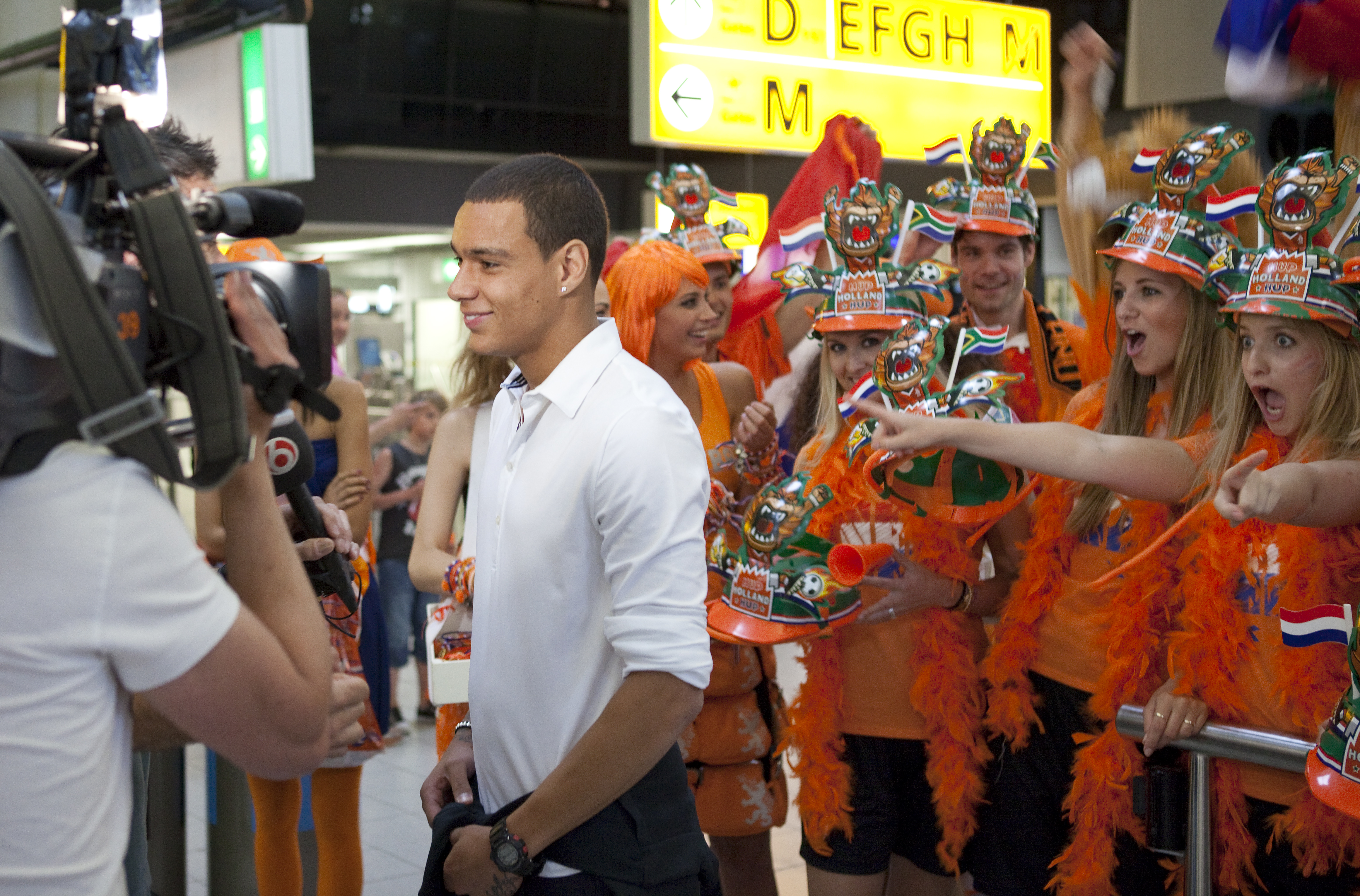
Van der Wiel met Oranjefans, net voor het vertrek naar Zuid-Afrika.

| Competitie            |        |                                    |      |      |
| Competitie            | Aantal | Jaren                              |      |      |
| Ajax                  | Ajax   | Ajax                               | Ajax | Ajax |
| --------------------- | ------ | ---------------------------------- | ---- | ---- |
| Eredivisie            | 2x     | 2010/11, 2011/12                   |      |      |
| KNVB beker            | 2x     | 2006/07, 2009/10                   |      |      |
| Johan Cruijff Schaal  | 1x     | 2007                               |      |      |
| Paris Saint-Germain   |        |                                    |      |      |
| Ligue 1               | 4x     | 2012/13, 2013/14, 2014/15, 2015/16 |      |      |
| Coupe de France       | 2x     | 2014/15, 2015/16                   |      |      |
| Coupe de la Ligue     | 2x     | 2013/14, 2015/16                   |      |      |
| Trophée des Champions | 2x     | 2013, 2014                         |      |      |
| Toronto FC            |        |                                    |      |      |
| Canadian Championship | 1x     | 2018                               |      |      |

| Competitie                  | Winnaar   | Winnaar   | Runner-up | Runner-up |
| Competitie                  | Aantal    | Jaren     | Aantal    | Jaren     |
| Nederland                   | Nederland | Nederland | Nederland | Nederland |
| --------------------------- | --------- | --------- | --------- | --------- |
| Wereldkampioenschap voetbal |           |           | 1x        | 2010      |

Individueel
| Nederland                |    |      |
| Ajax Talent van het jaar | 1x | 2009 |
| Johan Cruijff Prijs      | 1x | 2010 |

## Twitteraffaire
De nasleep van een hersenschudding die Van der Wiel op 4 oktober 2009 opliep tijdens een uitwedstrijd van Ajax tegen Roda JC veroorzaakte enige opschudding. Het werd Van der Wiel door de clubarts van Ajax verboden om te vliegen. Hierdoor kon hij niet naar Australië voor een oefenduel van het Nederlands elftal afreizen. In de vroege morgen van 7 oktober plaatste Van der Wiel echter het bericht op zijn Twitterpagina dat hij een rapconcert van rapper Lil Wayne had bijgewoond. Bij dit bericht had hij tevens een foto geplaatst waarop hij met de rapper poseerde. Bondscoach Bert van Marwijk, die werd geconfronteerd met het nieuws zei hierop: "Hij mocht van de clubarts van Ajax niet vliegen. Ik ben geen arts dus wie ben ik om daar iets van te zeggen. Maar het is wel raar dat hij dan wel bij een concert is. Als we terug zijn in Nederland moet ik het er maar eens een keer rustig met hem over hebben. Tot dan kan ik er weinig over zeggen." Van der Wiel bezocht het concert samen met ploeggenoten Thimothée Atouba, Marvin Zeegelaar en Kenneth Vermeer.

## Oplichting
In mei 2017 maakte Van der Wiel wereldkundig dat hij voor een bedrag van 4,5 miljoen Amerikaanse dollar zou zijn opgelicht.

## Privé
Van der Wiel had een relatie met het Belgische model Rose Bertram (1994). Het paar heeft twee dochters (2018 en 2021) en ging begin 2022 uit elkaar.